# San Francisco de los Romo (község)
San Francisco de los Romo község Mexikó Aguascalientes államának középső részén. 2010-ben lakossága kb. 36 000 fő volt, ebből mintegy 16 000-en laktak a községközpontban, San Francisco de los Romóban, a többi 20 000 lakos a község területén található 91 kisebb településen élt.

## Fekvése
A község teljes egészében a Mexikói-fennsíkon terül el, bár felszíne nem sík, de a szintkülönbségek nem nagyok (az egész terület 1800 és 2100 méter közötti tengerszint feletti magasságban fekszik). Az éves csapadékmennyiség átlagos (400–600 mm), de időbeli eloszlása egyenetlen, ezért minden vízfolyása időszakos. Közülük jelentősebbek a San Pedro, az El Tepetate, a Chicalote és az El Molino. A terület kb. kétharmadát növénytermesztés céljára hasznosítják, a fennmaradó egyharmadot bozótos borítja (főleg a középső és keleti vidékeken).

## Népesség
A község lakóinak száma a közelmúltban rendkívül gyorsan növekedett, a változásokat szemlélteti az alábbi táblázat:
| Év   | Lakosság |
| ---- | -------- |
| 1995 | 17 836   |
| 2000 | 20 066   |
| 2005 | 28 832   |
| 2010 | 35 769   |

## Települései
A községben 2010-ben 92 lakott helyet tartottak nyilván, de nagy részük igen kicsi: 47 településen 10-nél is kevesebben éltek. A jelentősebb helységek:
| Település                                 | Lakosság (2010) |
| ----------------------------------------- | --------------- |
| San Francisco de los Romo (községközpont) | 16 124          |
| Ex-Viñedos Guadalupe                      | 3499            |
| Colonia Macario J. Gómez                  | 2122            |
| Puertecito de la Virgen                   | 1976            |
| San Carlos (Paseos de la Providencia)     | 1867            |
| La Concepción                             | 1483            |
| La Escondida (El Salero)                  | 1318            |
| Valle de Aguascalientes                   | 953             |
| Loretito (Charco del Toro)                | 949             |
| Fraccionamiento la Ribera                 | 639             |
| Chicalote                                 | 606             |
| Viñedos Rivier                            | 580             |
| Villas de San Felipe                      | 496             |
| Amapolas del Río                          | 476             |
| Fraccionamiento el Cardonal               | 470             |
| Borrotes                                  | 431             |